# Општина Берзаска
Општина Берзаска (рум. Comuna Berzasca) је општина у жупанији Караш-Северин у југозападној Румунији. Према попису из 2021. године у општини је било 2.132 становника. Седиште општине је насеље Берзаска. Значајна је по присутној српској националној мањини у Румунији.
Општина Берзаска се налази уз Дунав, у румунском делу Ђердапа (код месних Срба познат као Банатска клисура). Површина општине износи 266,88 km² и четврта је највећа у жупанији.

## Насељена места
Општина се састоји из 5 насеља.
| Насеље           | Румунски назив | Број становника | Број становника | Број становника | Број становника |
| Насеље           | Румунски назив | 1992.           | 2002.           | 2011.           | 2021.           |
| ---------------- | -------------- | --------------- | --------------- | --------------- | --------------- |
| Берзаска         |                | 1.619           | 1.490           | 1.328           | 1.072           |
| Бигар            |                | 302             | 257             | 216             | 135             |
| Дренкова         |                | —               | 2               | 4               | 3               |
| Козла            |                | 182             | 116             | 86              | 4               |
| Љупкова          |                | 1.316           | 1.258           | 1.214           | 918             |
| Општина Берзаска |                | 3.419           | 3.123           | 2.848           | 2.132           |

## Становништво
Према попису из 2021. године, у општини Берзаска живело је 2.132 становника што је за 716 мање (-25,14%) у односу на претходни попис 2011. године када је било 2.848 становника. Већину становништва представљају Румуни који чине 61,12% становништва, а од мањина значајно су присутни Срби са 18,25%, Чеси са 8,72% и Роми који чине 3,28% становништва.
| Етнички састав према попису из 2021. године‍ | Етнички састав према попису из 2021. године‍ | Етнички састав према попису из 2021. године‍ | Етнички састав према попису из 2021. године‍ | Етнички састав према попису из 2021. године‍ |
| ------------------------------------------- | ------------------------------------------- | ------------------------------------------- | ------------------------------------------- | ------------------------------------------- |
|                                             |                                             |                                             |                                             |                                             |
| Румуни                                      | Румуни                                      |                                             | 1.303                                       | 61,12%                                      |
| Срби                                        | Срби                                        |                                             | 389                                         | 18,25%                                      |
| Чеси                                        | Чеси                                        |                                             | 186                                         | 8,72%                                       |
| Роми                                        | Роми                                        |                                             | 70                                          | 3,28%                                       |
| Остали                                      | Остали                                      |                                             | 184                                         | 8,63%                                       |

Према попису становништва из 2011. године у општини је живело 2.848 становника. Већинско становништво су били Румуни којих је било 58,8%, затим следе Срби са 20,8%, Чеси са 12,2% и Роми са 4,7% становништва. 
| Етнички састав према попису из 2011. године‍ | Етнички састав према попису из 2011. године‍ | Етнички састав према попису из 2011. године‍ | Етнички састав према попису из 2011. године‍ | Етнички састав према попису из 2011. године‍ |
| ------------------------------------------- | ------------------------------------------- | ------------------------------------------- | ------------------------------------------- | ------------------------------------------- |
|                                             |                                             |                                             |                                             |                                             |
| Румуни                                      | Румуни                                      |                                             | 1.674                                       | 58,8%                                       |
| Срби                                        | Срби                                        |                                             | 593                                         | 20,8%                                       |
| Чеси                                        | Чеси                                        |                                             | 349                                         | 12,2%                                       |
| Роми                                        | Роми                                        |                                             | 134                                         | 4,7%                                        |

На попису становништва из 1930. године општина је имала 4.084 становника, а већину су чинили Румуни.
| Етнички састав према попису из 1930. године‍ | Етнички састав према попису из 1930. године‍ | Етнички састав према попису из 1930. године‍ | Етнички састав према попису из 1930. године‍ | Етнички састав према попису из 1930. године‍ |
| ------------------------------------------- | ------------------------------------------- | ------------------------------------------- | ------------------------------------------- | ------------------------------------------- |
|                                             |                                             |                                             |                                             |                                             |
| Румуни                                      | Румуни                                      |                                             | 1.942                                       | 47,5%                                       |
| Срби                                        | Срби                                        |                                             | 1.184                                       | 28,9%                                       |
| Чеси                                        | Чеси                                        |                                             | 744                                         | 18,2%                                       |
| Немци                                       | Немци                                       |                                             | 137                                         | 3,3%                                        |